# Niki Sanders
Niki Sanders est un personnage de fiction du feuilleton télévisé américain Heroes (NBC), interprété par Ali Larter.

## Son histoire
Nicole « Niki » Sanders habite dans le Nevada, non loin de Las Vegas. C'est la mère affectueuse de Micah et c'est la femme de D.L. Hawkins. Elle tient un site web d'où elle se déshabille devant sa webcam pour gagner un peu d'argent. Mais comme cela ne lui suffisait pas pour payer ses factures, elle emprunte de l'argent à M. Linderman, ce qui lui attirera des ennuis. Niki travaillait dans un cabaret, avant la fuite de son mari. Mais contre toute attente, Niki décède dans le dernier épisode de la saison 2 et laisse place à Tracy Strauss, jouée elle aussi par Ali Larter. On apprend dans la saison 3, que Niki est la fille adoptive de Hal Sanders, et que ses vraies sœurs sont Tracy et Barbara. Ainsi, à la mort de leurs parents, la compagnie a pris leurs vies en charge et leur a injecté un produit, ce qui leur a donné des pouvoirs. Peu après, la compagnie les sépara et les plaça de telle façon à ce qu'elles obtiennent des vies différents.
Niki ira ainsi dans la famille Sanders. Peu après son arrivée, sa mère décède. Par la suite, elle et sa sœur adoptive Jessica sont maltraitées par leur père. Sa sœur tente de la protéger et décède dans des circonstances inconnues. Par la suite, la compagnie arrange une histoire d'amour entre Niki et DL Hawkins, ce qui les amènera à avoir un fils : Micah Sanders.

### Volume 1: Genesis
Sous ce beau visage se cache une mystérieuse et dangereuse capacité que l'on apprend au fil des épisodes. Niki se bat constamment pour ne pas laisser Jessica prendre le contrôle de sa vie, ce qui est difficile psychologiquement. Jessica, lorsqu'elle prend le contrôle du corps de Niki, fait semblant d'être Niki et travaille en secret pour M. Linderman. Elle a une force alors surhumaine. Au début, Jessica se manifeste seulement pour protéger Niki, mais au fur et à mesure des épisodes, celle-ci veut prendre entièrement la place de Niki.
Au début, les deux personnalités sont distinctes, si bien qu'elles ont l'une et l'autre des moments d'absences, lorsque l'autre facette prend le dessus. Plus tard, les deux personnalités cohabitent et sont conscientes, bien que cela reste un rapport de force. Lors du dernier épisode du premier tome, Jessica aide Niki.
Niki ne parvient à utiliser sa force physique extraordinaire que lorsqu'elle est contrôlée par Jessica, jusqu'au cours du dernier épisode du premier volume de la série où elle parvient à projeter Candice Wilmer sans l'intervention de Jessica. À partir de cet épisode, Niki peut utiliser cette force quand elle le souhaite. Mais ses conflits de personnalité sont loin d'être résolus.
Les personnalités multiples de Niki font débat parmi les fans : sont-elles un aspect de ses pouvoirs ou une pathologie comme il existe dans le monde réel? Un argument en faveur de la première thèse est que Jessica a un tatouage — qui n'est autre que le symbole] de Heroes — sur l'épaule, pas Niki.
Jessica, était le prénom de la sœur adoptive de Niki. Elle est morte étouffée par leur père, pendant son enfance. Depuis ce moment, Niki a développé une autre personnalité, pour se protéger des violences de son père. Sa deuxième personnalité, Jessica, qui joue le rôle de sa sœur défunte, prenait le contrôle pendant les accès de violence de son père, pour prendre les coups à sa place. Ainsi, lorsque celui-ci revient vers Niki, Jessica lui ordonne de laisser sa sœur tranquille pour toujours.

### Volume 2: Générations
Dans cette seconde saison, on retrouve Niki et Micah au cimetière où est enterré D.L. Niki conduit Micah en Louisiane chez la mère de D.L afin qu'elle s'en occupe durant son absence. À la fin de l'épisode, Niki se rend à la Compagnie pour savoir s'ils peuvent la soigner de son trouble de la personnalité. Bob Bishop lui répond que oui, mais cela se fera en échange d'un service.
Mohinder veut faire sortir Niki de la Compagnie, mais elle lui explique qu'elle est là de son plein gré. Et dans l'épisode suivant, Niki se présente en tant que l'assistante de Mohinder, mais en réalité la Compagnie lui a confié la mission de surveiller Mohinder.
Dans l'épisode "Hors du temps", Mohinder commence à avoir des doutes sur les réelles motivations de Niki. Maury attaque la Compagnie pour s'en prendre à Bob. Par la pensée, il se met à contrôler Niki pour la forcer à attaquer Bob avec le virus. Mais Nathan l'en empêche en lui parlant de Micah. À la suite de cela, Niki se pique elle-même avec la seringue et se contamine. Mohinder veut la soigner avec son sang mais lui apprend qu'elle ne peut être guérie car il s'agit d'une souche mutante. Niki est donc destinée à mourir ...
Dans "Quatre mois plus tôt", on peut voir Niki et Micah rendre visite à D.L, le lendemain de l'explosion, après que celui-ci a été sauvé. Bob vient voir Niki et lui dit que la seule façon de se soigner de son trouble de la personnalité est de venir à la Compagnie. Niki ne veut pas quitter sa famille, donc Bob lui donne des pilules qui doivent la soigner. Mais le traitement est difficile à supporter et Niki décide d'arrêter. À cause de cela, une autre personnalité, Gina, prend le dessus sur Niki. Gina décide de partir à Los Angeles pour s'amuser. D.L retrouve Gina, mais se dispute avec un homme qui dansait avec elle. Niki reprend le dessus et repart avec D.L, mais l'homme en question revient et tire sur D.L.
Niki retourne enfin auprès de Micah. Mais les retrouvailles sont écourtées car Micah s'est fait voler son sac avec la médaille de son père. Monica veut l'aider à reprendre son sac, mais la tentative tourne mal et Monica se fait enlever. Entre-temps, Mohinder appelle Niki pour lui dire qu'il a trouvé un antidote pour la guérir. Micah retourne voir sa mère et lui explique la situation. Ils vont tous les deux chercher Monica, séquestrée dans un entrepôt. Le bâtiment est en flammes et Niki arrive à libérer Monica et à la faire sortir. Mais elle-même est coincée à l'intérieur et n'arrive plus à sortir. Le bâtiment explose et Niki meurt à l'intérieur ...

### Volume 3: Les Traîtres
Tracy Strauss la voit dans son cercueil quand elle recherche des informations à propos d'elle. Lorsque Tracy rend visite au docteur Zimmerman puis à Angela Petrelli, ces derniers lui annoncent que Niki, Tracy et Barbara étaient des triplés qui ont été séparés par la compagnie à la mort de leurs parents.

### Volume 4: Les Fugitifs
Après que Sylar ait sauvé Micah des agents du gouvernement et que ce dernier ait assisté à la crise d'identité du meurtrier, Il lui dit que sa mère vivait ça aussi.

### Pouvoir
Le pouvoir de Niki est avant tout un inconvénient. Diverses personnalités naissent dans son corps. Ces entités ne sont pas innocentes. La première et la plus importante est Jessica : cette dernière prend fréquemment possession du corps de Niki et apparaît dans les miroirs, comme toutes les autres personnalités de cette dernière. Jessica possède une force surhumaine et peut casser n'importe quoi. Elle se sert de ce pouvoir illégalement et criminellement. Niki ne parvient pas à contrôler Jessica jusqu'à l'épisode final du volume 1, où elle reprend le contrôle de son corps et se retrouve dotée de la même force que Jessica.
Néanmoins, d'autres personnalités peuvent prendre possession d'elle. La seconde personnalité est issue d'un faux nom que Niki avait autrefois utilisé : Gina, une jeune femme enjouée qui ne pense qu'à faire la fête.
Ce pouvoir n'est pas naturel, il fut injecté à Niki quand elle était bébé. L'une de ses sœurs (elles étaient triplées), Tracy Strauss, reçut les pouvoirs de cryokinésie et hydrokinésie. La troisième sœur, Barbara, la capacité à induire des sensations de vertige, des nausées, des malaises et des douleurs aux autres.